# Greg Brough
Gregory John "Greg" Brough, född 26 mars 1951 i Surfers Paradise, död 9 mars 2014 i Beechmont, var en australisk simmare.
Brough blev olympisk bronsmedaljör på 1500 meter frisim vid sommarspelen 1968 i Mexico City.